# Juan Minujín
Juan Gervasio Minujín (Buenos Aires, 20 maggio 1975) è un attore e regista argentino.

## Biografia
Si è formato come attore con Cristina Banegas, Julio Chávez, Alberto Ure, Pompeyo Audivert e Guillermo Angelelli. Nel 1996 ha iniziato a lavorare nel teatro. Tra il 1997 e il 1998 si trasferì a Londra, dove ha completato la sua formazione come attore. Dal 2000 lavora come guest star nel gruppo El Descueve con il quale partecipa ai tour in America Latina e in Europa.

## Filmografia

### Attore

#### Cinema
- Fuego Gris, regia di Pablo César (1994)
- Comix, cuentos de amor, de video y de muerte, regia di Jorge Coscia (1995)
- Quereme así (Piantao), regia di Eliseo Álvarez (1997)
- El abrazo partido - L'abbraccio perduto (El abrazo partido), regia di Daniel Burman (2004)
- Un año sin amor, regia di Anahí Berneri (2005)
- Stephanie, regia di Maximiliano Gerscovich (2005)
- Sofacama, regia di Ulises Rosell (2006)
- Ciudad en celo, regia di Hernán Gaffet (2007)
- Historias extraordinarias, regia di Mariano Llinás (2008)
- Cordero de Dios, regia di Lucía Cedrón (2008)
- Toda la gente sola, regia di Santiago Giralt (2009)
- Zenitram, regia di Luis Barone (2010)
- El cielo elegido, regia di Víctor González (2010)
- Eva & Lola, regia di Sabrina Farji (2010)
- Dos más dos, regia di Diego Kaplan (2012)
- Ni un hombre más, regia di Martín Salinas (2012)
- Focus - Niente è come sembra (Focus), regia di Glenn Ficarra e John Requa (2015)
- Pistas para volver a casa, regia di Jazmín Stuart (2015)
- Los que aman, odian, regia di Alejandro Maci (2017)
- Zama, regia di Lucrecia Martel (2017)
- Los últimos románticos, regia di Gabriel Drak (2017)
- El amor menos pensado, regia di Juan Vera (2018)
- Recreo, regia di Hernán Guerschuny e Jazmín Stuart (2018)
- I due papi (The Two Popes), regia di Fernando Meirelles (2019)
- Las buenas intenciones, regia di Ana García Blaya (2019)
- Matrimonio a punti (Matrimillas), regia di Sebastián De Caro (2022)
- Il supplente (El suplente), regia di Diego Lerman (2022)

#### Televisione
- Son amores, serie TV (2003)
- Teikirisi, serie TV (2005)
- Al límite, serie TV (2006)
- Mujeres asesinas, serie TV (2006)
- 9mm, crímenes a la medida de la historia, serie TV (2007)
- Epitafios, serie TV (2009)
- Tratame bien, serie TV (2009)
- Ciega a citas, serie TV (2010)
- Los únicos, serie TV (2011)
- Tiempos compulsivos, serie TV (2012-2013)
- Solamente vos, serie TV (2013-2014)
- Viudas e hijos del Rock and Roll, serie TV (2014-2015)
- El marginal, serie TV (2016-2020)
- La última hora, serie TV (2016)
- Loco por vos, serie TV (2016-2018)
- Cien días para enamorarse, serie TV (2018)
- Volver a empezar, serie TV (2020)
- División Palermo, serie TV (2023-2025)

#### Teatro
- Venus en piel, regia di Javier Daulte
- El principio de Arquímedes
- Living-Todos Felices, regia di Oscar Martínez
- Jardín-Todos Felices, regia di Oscar Martínez
- Comedor-Todos Felices, regia di Oscar Martínez
- El Pasado es un Animal Grotesco, regia di M. Pensotti
- Sucio, regia di Ana Frenkel / M. Pensotti
- Cuchillos en gallinas, regia di A. Tantanian
- Rebenque Show
- Vapor, regia di Mariano Pensotti
- Conferencia, regia di Martin Bauer
- El Malogrado, regia di Martin Bauer
- Hermosura - Europe Tour
- Patito Feo - Con il gruppo El Descueve
- Hermosura - Con il gruppo El Descueve
- El pasajero del barco del sol
- Espumantes
- Edipo Rey de Hungría
- Luna, regia di Marcelo Katz
- Las Troyanas
- Hamlet
- La Funerala
- Nada & Ave
- La Verdad

#### Cortometraggi
- Ayer fui al cine con Marta y no entendí nada, regia di Miguel Mitlag (1996)
- Guacho, regia di Juan Minujín (2007)

#### Videoclip
- La vuelta al mundo dei Calle 13 (2012)
- Viernes de La Taza Calva (2015)
- Por Que Te Vas di Martina Stoessel e Cali y El Dandee (2018)

### Regista
- Guacho (2007)
- Vaquero (2011)

## Premi e riconoscimenti
Asociación de Cronistas Cinematográficos de la Argentina
- 2006 - Candidatura alla miglior rivelazione maschile per Un año sin amor
- 2009 - Candidatura al miglior attore non protagonista per Cordero de Dios
- 2012 - Candidatura alla miglior opera prima per Vaquero
- 2013 - Candidatura al miglior attore non protagonista per Dos más dos

Sur Awards
- 2008 - Miglior attore non protagonista per Cordero de Dios
- 2011 - Candidatura alla miglior opera prima per Vaquero
- 2012 - Candidatura al miglior attore non protagonista per Dos más dos

Tato Awards
- 2012 - Candidatura al miglior attore non protagonista per Tiempos compulsivos
- 2013 - Miglior attore non protagonista per Solamente vos
- 2016 - Miglior attore in una serie drammatica per El marginal
- 2016 - Candidatura al miglior attore in una serie commedia per Loco por vos

Premio Martín Fierro
- 2014 - Candidatura al miglior attore non protagonista per Solamente vos
- 2015 - Best Daily Fiction Actor per Viudas e hijos del Rock and Roll
- 2017 - Candidatura al miglior attore in una miniserie per El marginal
- 2019 - Best Daily Fiction Actor per Cien días para enamorarse